# My Favourite Faded Fantasy
My Favourite Faded Fantasy è il terzo album studio del cantante irlandese Damien Rice, pubblicato in tutto il mondo il 4 novembre 2014, ad otto anni dal suo precedente studio album 9.

## Tracce
1. My Favourite Faded Fantasy – 6:12 (Damien Rice)
2. It Takes a Lot To Know a Man – 9:33 (Damien Rice)
3. The Greatest Bastard – 5:04 (Damien Rice)
4. I Don't Want To Change You – 5:26 (Damien Rice)
5. Colour me In – 5:18 (Damien Rice)
6. The Box – 4:27 (Damien Rice)
7. Trusty and True – 8:09 (Damien Rice)
8. Long Long Way – 6:21 (Damien Rice)

Tracce bonus dell'edizione deluxe
1. Camarillas (Damien Rice)